# طريقة أخرى (فلم)
طريقة أخرى (بالمجرية: Egymásra nézve) هو فيلم هنغاري من إنتاج عام 1982 من إخراج كارولي ماك حول علاقة غرامية بين امرأتين. الفيلم مبني على الرواية القصيرة شبه الذاتية حب آخر Törvényen belül لإليزابيث غالكوشي (1930-1989) والتي شاركت في كتابة السيناريو مع مع ماك. فاز الفيلم بجائزة أفضل ممثلة في مهرجان كان السينمائي لعام 1992 وترشح للسعفة الذهبية.

## قصة
في عيد الميلاد عام 1952 في هنغاريا يتم استرداد جسم إيفا زالانسكي من غابة، وهو ضحية جريمة قتل على ما يبدو. في المستشفى، كانت ليفيا هورفات، مُضمدة حول عنقها تتمائل في الشفاء، ويتم إخبارها بأنها لن تكون قادرة على عيش حياتها كما في السابق. لم يُجعل السبب واضحاً.
كانت إيفا مثلية الجنس ومعروفة للسلطات لحياتها الخاصة، تبدأ وظيفة جديدة كصحافية في  الحقيقة ، وهي دورية أسبوعية، وتلتقي مع ليفيا عندما تتشارك المرأتان مكتباً. الانجذاب فوري، ولكن ليفيا كانت مقاومة في البداية. في وقت متأخر من الليل، بينما كانت المرأتان تقبلان بعضهما في الظلام على مقعد في حديقة، اُكتشفت المرأتان على يد شرطي، الذي يحذر ليفيا بأنه سيتم إعلام زوجها ورب عملها إذا كانت موجودة في نفس الموقف مرة أخرى. يتم إلقاء القبض على إيفا، ولكن يُفرج عنها بعد ذلك في وقت قريب.
في تعاونية زراعية، تجد إيفا أن السلطات منعت محاولة بطريقة أكثر ديمقراطية لتنظيم مشروع تعاوني. محررها المتفهم، وهو مؤيد للحكومة قصيرة الأجل للمعدم حديثاً إيمري ناج، يرفض نشر المقالة، وتستقيل إيفا قبل أن يتم إقالتها. تكون ليفيا وإيفا على علاقة وجيزة. الشرطي المتسامح سابقاً دونكي هورفات، وهو ضابط في الجيش يطلق النار على زوجته بينما تكون في الحمام بعد اعترافها بحبها لإيفا. تنجو ليفيا من الموت، ويسجن زوجها للجريمة. في المستشفى، ترفض ليفيا إيفا والتي تسافر للريف. في الليل يتم تحدي ليفا للتوقف عن المشي من قبل حرس الحدود، ولكن تُقتل رمياً بالرصاص عندما تقشل في ذلك.

## روابط خارجية
- مقالات تستعمل روابط فنية بلا صلة مع ويكي بيانات